# احور
احور (به عربی: أحور) یک منطقهٔ مسکونی در یمن است که در شهر البیضاء واقع شده‌است.